# Sophta ruficeps
Sophta ruficeps är en fjärilsart som beskrevs av Walker 1864. Sophta ruficeps ingår i släktet Sophta och familjen nattflyn. Inga underarter finns listade i Catalogue of Life.